# 톰 클레벌리
톰 클레벌리(Tom Cleverley, 1989년 8월 12일 ~ )는 잉글랜드의 전 축구 선수, 축구 감독이다. 과거 미드필더로 활약했다. 현재 왓퍼드 FC의 감독을 맡고 있다.

## 클럽 경력
2009/10 시즌에는 칼링컵에서 한경기 출전했으며 왓포드로 임대를 가서 팬들이 뽑은 올해의 선수상을 수상하게 된다. 2010-11 시즌에는 위건 애슬레틱 FC으로 임대를 가게 된다.
2010-11 시즌에는 위건의 주축 미드필더로 활약하며 리그에서 25경기 출전하여 4골 2도움을 기록하였다. 겨울에 윙어 자원이 부족했던 알렉스 퍼거슨 감독은 그를 임대 복귀시키려 했으나 팀 전력 손실이 우려된 로베르트 마르티네즈 감독은 임대 복귀를 거부한다.
2011/2012 시즌에 임대 복귀한 클레버리는 프리시즌 도중에 참가하여 좋은 활약을 펼쳤다. 퍼거슨은 클레버리가 있으니 다른 미드필더 영입은 없다고 할 만큼 클레버리에 대한 신뢰를 보였다. 그리고 그는 맨체스터 시티 FC와의 FA 커뮤니티실드에서 0-2로 뒤지던 도중 하프타임에 마이클 캐릭을 대신하여 투입된 클레버리는 3-2 대역전승을 이끄며 자신의 진가를 입증했다.
리그 개막전인 웨스트 브롬위치 알비온전에서 주전으로 나서 좋은 활약을 펼쳤으며 2-1승리를 이끌었고 리그 2라운드 토튼햄 핫스퍼 FC전에서는 대니 웰백의 선제골을 어시스트해 팀의 승리에 공헌하게 된다. 이어진 리그 3라운드 아스날 FC전에서는 선발 풀타임을 소화하며 8:2 압승에 공헌하였다.
그러나 볼튼 원더러스 FC 전에서 전반 3분 케빈 데이비스와 볼경합중 무릎 부상을 당해 한동안 그라운드에 나서지 못하게 된다.
그의 공백으로 중원자리가 뚫린 맨유는 첼시 FC 전에서 3:1로 승리했지만 답답한 경기를 펼쳤고. 라이벌인 맨체스터 시티 FC에게 1:6으로 대패하였다.
다행히 에버튼 FC전에서 복귀전을 치러 선제골에 크게 공헌하였지만 다시 무릎부상이 재발해 연말까지 나서지 못하게 된다.
결국 폴 스콜스까지 복귀시켜야 하는 일이 일어나게 된다. 그러나 그는 부상에서 회복하여 리버풀 FC전에 교체멤버로 출전하였지만 경기에 기용되지는 않았으며, 아약스와의 유로파리그 1차전에서 복귀하였다. 후반 15분에 스콜스와 교체아웃 되었고 2차전에서도 선발로 투입되었다.
그러나 이 경기에서도 다시 부상을 당하여 웨스트 브로미치와의 리그 28라운드에 교체로 출전하여 복귀하였다. 아틀레틱 빌바오와의 유로파리그 2차전에서 선발로 출전하여 풀타임을 소화했지만 다시 부상을 당하여 퀸즈 파크 레인저스 FC전에서 복귀하였다.
이어서 친정팀 위건과 아스톤 빌라 FC, 스완지 시티 AFC와의 경기에서 교체로 출전하여 시즌을 마쳤다.
2012-13 시즌에는 개막전인 에버튼전과 풀럼 FC, 사우스햄튼 FC전에서 선발로 나오며 활약을 기대하게 했지만 퍼거슨이 폴 스콜스를 중용하면서 이후로는 벤치를 지키는 일이 많았다. 캐피털 원컵 뉴캐슬 유나이티드와의 홈경기에서 시즌 첫 골을 뽑아냈다.
이후 UEFA 챔피언스리그 CFR 클루이와의 2차전에서 선발 투입되어 좋은 활약을 했으며 뉴캐슬전에서 리그 첫 골을 뽑아냈다.
국가대표로도 선발되어 산 마리노와 폴란드전에서 선발로 투입되었으며 SC 브라가와의 챔피언스리그 3차전에 선발로 복귀하여 1도움을 기록하였다.
이후 첼시 원정과 아스날과의 홈경기에서 모두 선발로 나왔으며 아스톤 빌라 원정경기에서는 후반에 교체로 투입되었다.
이후 갈라타사라이와의 챔피언스리그 5차전에서 선발로 나왔으며 웨스트햄 유나이티드 FC와과의 리그 14라운드에서 선발로 투입되었다.
챔피언스리그 6차전 CFR 클루이전에서는 전반 막바지에 경미한 부상으로 교체 아웃 되었지만 다음 경기인 맨체스터 시티와의 16라운드에서 선발로 투입되어 3-2 승리에 큰 공헌을 하였다.
선더랜드 AFC전에서는 시즌 2호골을 터뜨렸으며 스완지 시티 원정과 뉴캐슬과의 홈 경기, 웨스트 브로미치와의 홈 경기에서 연이어 출전하였다.
2013년 첫 경기인 위건과의 21라운드 경기에서 선발 풀타임을 소화했다.
하지만, 2013-14 시즌에 들어 플레이가 지지부진하자, 맨유 팬들은 물론, 언론에서도 구단에 클레버리를 방출하라는 요구를 한 상태이다.
2014년 여름 이적 시장 애스턴 빌라와 에버턴의 꾸준한 러브콜을 받았고 이적 시장 막판 애스턴 빌라와 이적이 성사되는 것으로 보였으나 결렬 되었고 맨체스터 유나이티드에 잔류하는 듯 하였다.
하지만 9월 2일 완전 이적 옵션이 포함된 1년 임대로 애스턴 빌라로 이적하게 된다.

## 플레이 스타일
빠른 발과, 정확한 패스,그리고 넓은 시야를 갖추어 폴 스콜스의 대체자로 적합한 선수이다.